# Sturmbannführer

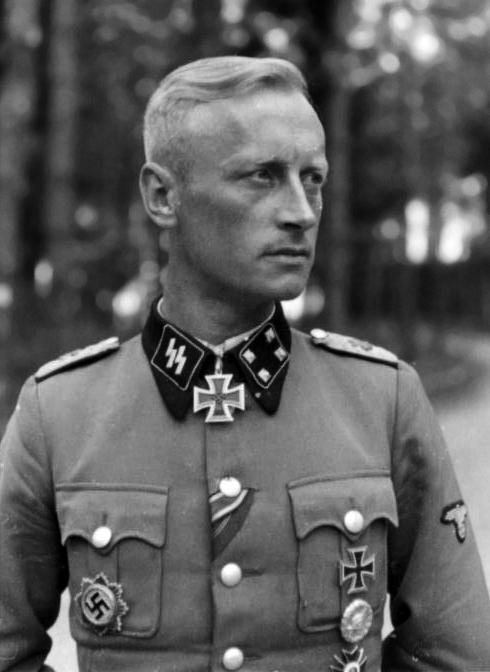
Max Hansen, als een Sturmbannführer van de Waffen-SS

Sturmbannführer was een paramilitaire rang in de nazipartij die gelijkstond aan majoor. Deze rang werd in verschillende naziorganisaties gebruikt, zoals de SS, de SA en het Nationalsozialistisches Fliegerkorps.

## Betekenis en parafernalia
Sturmbannführer betekent letterlijk "aanval- (of storm-) eenheidsleider", 'Sturmbann' was het SA- en vroege SS-equivalent van een bataljon. De rang ontstond uit de Duitse 'schoktroepen', eenheden uit de Eerste Wereldoorlog waar de rang van Sturmbannführer incidenteel toeviel aan de bataljonscommandant.
De SA-benaming van Sturmbannführer werd voor het eerst geïntroduceerd in 1921. In 1928 werd de naam ook werkelijk een rang: het was een van de eerste vastgestelde SS-rangen. Het insigne van een Sturmbannführer was een zwart vierkant met vier zilverkleurige ruiten.
De rang was lager dan die van een Standartenführer tot 1932, toen de Sturmbannführer ondergeschikt werd aan de nieuwe rang van Obersturmbannführer. In de Waffen-SS werd Sturmbannführer beschouwd als equivalent van een majoor in de Duitse Wehrmacht.

## Bekende personen met deze rang
- Wernher von Braun: bedenker en ontwerper van de V2. Later een van de belangrijkste wetenschappers van de NASA.
- Eberhard Heder: werd onderscheiden met het Ridderkruis voor defensieve acties waarbij hij, afgesneden van zijn eigen frontlijn, stand hield tegen de Russen bij Warschau.
- Otto Günsche: verbrandde de lichamen van Adolf Hitler en Eva Braun op hun verzoek, op 30 april 1945.[5]
- Robert Verbelen: Vlaams SS-officier tijdens de Tweede Wereldoorlog.

## Populaire cultuur
- De rang van Sturmbannführer wordt regelmatig in fictie gehanteerd, zoals in de Britse film Fatherland waar de hoofdfiguur Xavier March een Sturmbannführer is die in de Kriminalpolizei speelt.
- In de film The Keep (1983) speelt Gabriel Byrne SS-Sturmbannführer Kaempffer, hoofd van een SS-Einsatzkommando.
- In de film Apt Pupil (1998) speelt Ian McKellen Sturmbannführer Kurt Dussander, een voormalige naziconcentratiekampofficier.
- In de manga Hellsing is de hoofdfiguur een Sturmbannführer.
- In de BBC-televisieseries Secret Army en Clifford Rose speelt een Sturmbannführer (Kessler) van de Gestapo, in de BBC-serie 'Allo 'Allo! draagt Gestapo-agent Herr Otto Flick de rang.
- In de televisieserie Hogan's Heroes wordt Wolfgang Hochstetter opgevoerd als Sturmbannführer. Hochstetter wordt echter als majoor aangesproken en draagt de rangtekens van een Standartenführer.
- In The Hiding Place wordt een SS-Sturmbannführer geportretteerd als een officier die de familie Ten Boom arresteert.
- In het videospel Medal of Honor is Sturmbannführer Ratter een terugkerend karakter; in Medal of Honor: Underground, in Medal of Honor: Frontline, maar ook in het originele spel.
- In het videospel Operation Darkness draagt de belangrijkste schurk Alexander Vlado de rang van Sturmbannführer.
- In Quentin Tarantino's film Inglourious Basterds uit 2009 is het karakter Dieter Hellstrom een Sturmbannführer.
- In de film Raiders of the Lost Ark uit 1981 heeft een van de schurken, Ronald Lacey, deze rang.
- In de Tweede Wereldoorlogfilm Where Eagles Dare is het karakter Major Von Happen een Sturmbannführer en lid van de Gestapo.
- In de Joegoslavische televisieserie Otpisani is het karakter Kruger een Sturmbannführer en hoofd van de Gestapo in Belgrado.

Insignes
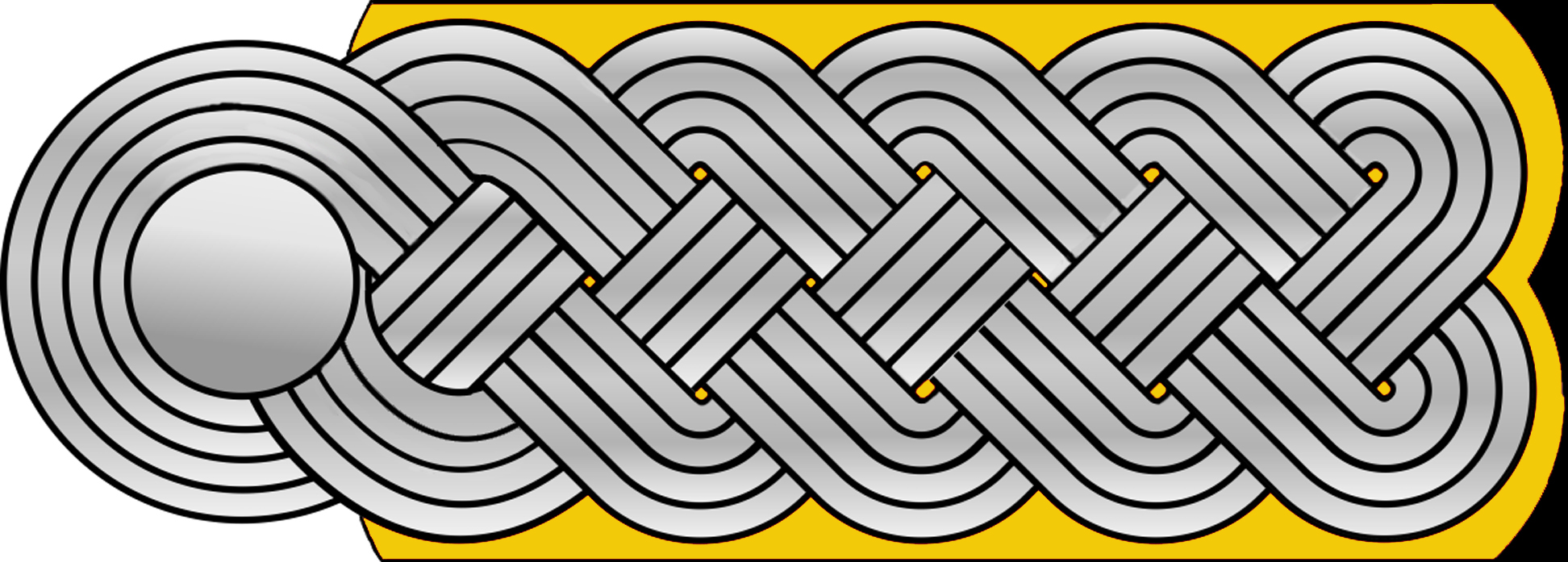
Epaulet
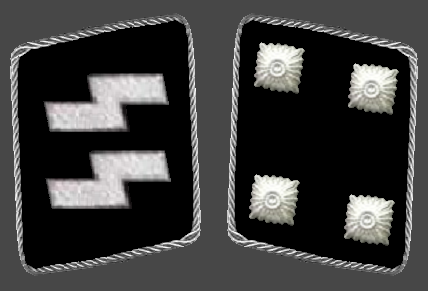
Kraagspiegels
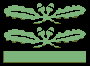
Mouw van camouflageparka